# Carl Wilhelm Weniger
Carl Wilhelm Weniger, laut Ehrenrangliste: Karl Weniger (* 4. August 1874 in Engers; † 9. September 1945 in Potsdam) war ein deutscher Konteradmiral der Kriegsmarine.

## Leben
Carl Wilhelm Weniger war ein Neffe des Admirals Friedrich von Ingenohl. Er trat im April 1891 in die Kaiserliche Marine ein. Als Korvettenkapitän war er von September 1912 für ein Jahr Kommandant der Hela.
Später war er von September 1914 bis Juli 1915 Erster Admiralstabsoffizier des IV. Geschwaders. Er wurde Kommandant der Stralsund und wurde in dieser Position am 24. April 1916 zum Kapitän zur See befördert. Im Juni 1916 gab er das Kommando ab und war für einen Monat Kommandant der Graudenz. Mit der Indienststellung Mitte August 1916 wurde er bis Ende Mai 1917 Kommandant der Königsberg. Anschließend war er bis 5. November 1918 Kommandant der König. Das Schiff wurde im Oktober 1917 im Rahmen des Unternehmens Albion eingesetzt und kämpfte dann in der Schlacht im Moon-Sund.

## Der Kieler Matrosenaufstand
Im Vorfeld des gegen den Willen der Reichsregierung geplanten Flottenvorstoßes gegen England wurde das Schiff Anfang Oktober 1918 in die Nordsee bei Wilhelmshaven verlegt. Dabei kam es bereits am 22. Oktober zu verschiedenen Gehorsamsverweigerungen unter den Besatzungsmitgliedern. Bei Befragungen wurden als Gründe dafür u. a. angegeben, dass man sie, im Gegensatz zu früher, in Unkenntnis über die Kriegslage und die Absichten der Fahrten in See hielte.
Am Nachmittag des 29. Oktober wurde unter der Besatzung dafür agitiert, zu streiken, falls das Schiff wie erwartet am nächsten Morgen auslaufen würde und es über Helgoland hinausginge. Weniger ließ daraufhin zwei Besatzungsmitglieder, deren Namen ihm gemeldet worden waren, verhaften. Als sie an Land geschafft werden sollten, lehnte sich jedoch Teil der Besatzung dagegen auf, 500–600 Mann (etwa die Hälfte der Besatzung) versammelten sich auf dem Mitteldeck. Später gelang es Weniger jedoch, die beiden trotzdem von Bord schaffen zu lassen. Außerdem wurde noch der Torpedooberheizer Lührs verhaftet, der am nächsten Tag von Bord gebracht wurde.
Nachdem das Vorhaben aufgegeben worden war, wurde das III. Geschwader, einschließlich König, auf Wunsch des Geschwaderchefs Vizeadmiral Hugo Kraft nach Kiel verlegt. Er argumentierte, dass ein großzügig erteilter Urlaub beruhigend wirken würde. In Kiel kam es zu einem vehementen Protest der Führung der Marinestation der Ostsee, weil eine Verbindung zwischen den unruhigen Besatzungen und der großen Kieler Arbeiterschaft, die für einen beschleunigten Friedensschluss streiken wollte, befürchtet wurde. Aber Kraft blieb bei seiner Entscheidung. Er erlaubte sogar Weniger mit der König in der Kaiserlichen Werft einzudocken, womit eine Verbindung zwischen Besatzung und Arbeiterschaft geradezu provoziert wurde.
Es gab später eine Diskussion darüber, wie viele Urlauber von Bord gegangen wären. Während der Stabschef der Marinestation, Konteradmiral Hans Küsel, von etwa 1000 ausging, gab Weniger eine deutlich kleinere Zahl an, wobei er sich auf die nicht genehmigten Urlaube bezog und keine Aussage zu den genehmigten Urlauben machte. Nach weiteren Berichten, darunter auch von Wenigers Adjutant Leutnant Wolfgang Zenker waren jedoch große Teile der Mannschaften – wie ja auch von Kraft beabsichtigt – auf Urlaub geschickt worden. Nach weiteren Berichten dürften viele dieser Urlauber Kiel verlassen haben und sich in ihren Heimatstädten am Umsturz beteiligt haben.
Nachdem die Soldatenräte im Laufe des 4. November 1918 in Kiel die Macht erobert hatten, ließen sie überall rote Fahnen setzen. Am nächsten Morgen sollten anlässlich der Flaggenparade auch alle Schiffe die rote Fahne setzen. Bereits um 3:30 Uhr erschien ein 30-köpfiger Matrosentrupp im Auftrag der Soldatenräte, um das Kommando auf der König zu übernehmen. Die Bordwache ließ dies jedoch nicht zu. Die Offiziere wurden mit Pistolen bewaffnet. Ein weiterer Versuch der Räte war ebenfalls nicht erfolgreich. Als alle Schiffe im Hafen gegen 7:30 Uhr die rote Fahne hissten, befahl Weniger das Setzen der Reichskriegsflagge. Er kommandierte den Wachhabenden Zenker an den Flaggenmast zur Verteidigung der Fahne. Nur wenig später wurde die König von der Stadt aus und dann auch von der Werft unter Gewehrfeuer genommen. Die verbliebenen Besatzungsmitglieder (Weniger hatte am Morgen bereits allen, die es wollten, erlaubt an Land zu gehen) gingen unter Deck. Die Offiziere an Deck suchten Schutz. Zenker erhielt einen Brustschuss, an dem er einige Tage später verstarb. Weniger lief auf dem Aufbaudeck hin und her und ließ sich nach zwei Treffern auf das Außendeck hinuntergleiten. Dort lief er weiter auf und ab. Zenker berichtete: während er verwundet hinuntergetragen wurde, sei „ein Matrose vom ‚König’ gestürzt und rief: ‚Wen tragen sie denn da? Um Gottes Willen nur kein Blutvergießen!’ Er stürzte auf Deck zurück und wollte die Kriegsflagge herunterholen. Der schwerverwundete, sich aber immer noch aufrechthaltende Kommandant rief: ‚Ich befehle Ihnen von der Flagge wegzugehen!’ Da stürzte sich der Matrose auf ihn, wurde aber sofort vom Kommandanten erschossen.“ Nach Weniger handelte es sich um einen Obermatrosen, auf den er vier oder fünf Schüsse abgegeben habe. Dieser wäre, soweit er sehen konnte, sofort tot gewesen. Es handelte sich um den Matrosen Mews (auch Mewes) von König, der auf dem Kieler Nordfriedhof beerdigt wurde. Kurz darauf erhielt Weniger einen Kopfschuss und verlor das Bewusstsein. Auch der 1. Offizier Korvettenkapitän Bruno Heinemann wurde getroffen. Er starb kurz darauf. Weniger wurde von den Aufständischen rasch ins Lazarett geschafft und überlebte. Das Schiff wurde von bewaffneten Matrosen gestürmt, die Offiziere leisteten keinen Widerstand mehr. Es gab keinerlei Racheakte. Auch die anderen Verwundeten wurden schnellstens ins Lazarett gebracht.
Weniger wurde am 22. Juni 1919 verabschiedet.

## Weniger und die Aufarbeitung der revolutionären Ereignisse in der Marine
Der Chef der Admiralität Konteradmiral Adolf von Trotha forderte im April 1919 Berichte von den Offizieren über die Ereignisse an, behielt sich aber vor, nur solche, die dies „unbedenklich zuließen“, an das Marinearchiv weiterzuleiten. So konnte er verhindern, dass Kritik an seinen schwerwiegenden Fehlentscheidungen im Oktober 1918 aktenkundig werden konnte. Das gesammelte Material stand damals nur der Marine zur Verfügung. Aber auch die marine-interne Aufarbeitung im Rahmen der Reihe „Der Krieg zur See“ stieß auf große Schwierigkeiten. Die höheren Marineoffiziere stritten eigene Fehler ab und sahen solche nur bei den Kollegen. Dies hatte bereits der „Vorwärts“ 1926 als „Schlacht der Admirale“ bezeichnet. Deshalb war es schwierig, einen geeigneten Bearbeiter zu finden. Anfang der 1930er Jahre fiel dann die Wahl auf Weniger, dem man aufgrund seines Renommees bei der Verteidigung der kaiserlichen Fahne zutraute, einer Einflussnahme von hochrangigen Seeoffizieren zu widerstehen. Im Jahr 1934 legte Weniger ein Manuskript von ca. 500 Seiten vor. Nach Kritiken von Seiten der damaligen führenden Seeoffiziere verhinderte Admiral Erich Raeder die Veröffentlichung. Auch das Manuskript des Nachfolgers Kapitän zur See Ernst Hintzmann wurde nicht veröffentlicht. Erst 1944 lag der abschließende Band „Krieg in der Nordsee, Sommer 1917 – Kriegsende 1918“ publikationsreif vor, wurde aber wegen des Krieges nie gedruckt. Walther Hubatsch gab erst 1965 eine Version heraus (bearbeitet von Admiral a. D. Walter Gladisch), die auf dem Bearbeitungsstand von 1941 beruhte. Das Thema Matrosenaufstand wurde ausgeklammert. Im Jahr 2006 erschien dann eine kritische Edition von Gerhard P. Groß, (unter Mitarbeit von Werner Rahn) basierend auf der von Gladisch vorgelegten und von Vizeadmiral Kurt Assmann 1944 genehmigten Fassung. Groß und Rahn rekonstruierten Wenigers Manuskript. Sie vermuteten, dass Weniger scheiterte, weil er vorsichtige Kritik an Tirpitz’ seestrategischem Konzept zum Ausdruck bringen wollte. Doch das Eingeständnis des Scheiterns hätte „die Legitimation der Flotte in Frage gestellt, sowie die Aufgabe einer militärisch gestützten deutschen Groß- und Weltmachtpolitik bedeutet. Dies lag außerhalb der gedanklichen Grundhaltung der deutschen Militärelite.“
Kuhl schrieb 2023 in seiner Analyse, dass Weniger die folgenschweren Fehlentscheidungen, an denen er selbst mitbeteiligt war, überging: Trothas Erklärung, die Hochseeflotte sei einsatzbereit, Krafts von Trotha tolerierte Entscheidung, das III. Geschwader nach Kiel zu schicken und großzügigen Urlaub zu gewähren, sowie Wenigers Anordnung, die König ins Dock der Werft zu verholen. Stattdessen warf er „der obersten Stelle in Kiel“ vor, dass der Ausbruch in Kiel hätte vermieden werden können, wenn sie „von Anfang an den festen Willen zu erkennen gegeben hätte, jede Auflehnung mit allen Mitteln niederzuschlagen […].“ Weniger stützte sich dabei hauptsächlich auf einen zeitnahen Bericht von Kapitän zur See Hugo von Waldeyer-Hartz, Teilnehmer an der entscheidenden Sitzung der Marineführung am 3. November 1918, auf der die Maßnahmen gegen die drohende Entwicklung beraten wurden. Waldeyer-Hartz behauptete, dass trotz Nachfragen die Anwendung von Waffengewalt nicht „ins Auge gefasst“ wurde. Doch in weiteren zeitnahen Berichten erklärten andere Sitzungsteilnehmer, es sei durchaus über militärische Maßnahmen gesprochen worden. Auch Weniger selbst war Teilnehmer an dieser Sitzung und erwähnt in seinem zeitnahen Bericht dieses Thema gar nicht. Ein weiterer Teilnehmer wies später darauf hin, dass ja schließlich auf Souchons ausdrücklichen Befehl auf die Demonstranten geschossen worden sei. Kuhl kommt zu dem Ergebnis, dass Weniger von den Fehlern in der Hochseeflotte ablenken und alle Schuld auf die Marineführung in Kiel abwälzen wollte.
Am 19. September 1939 erhielt Weniger den Charakter als Konteradmiral verliehen.
Weniger verlor 1943 bei einem Bombenangriff auf Berlin seinen gesamten schriftlichen Nachlass. Er verstarb im Sommer 1945 in Potsdam und wurde dort auf dem Bornstädter Friedhof beigesetzt.

## Werke (Auswahl)
- Der Flottenangriff gegen die Dardanellen. In: Marine-Rundschau, XXX, 1925, diverse Seiten.
- Die Entwicklung des Operationsplanes für die deutsche Schlachtflotte. In: Marine-Rundschau, XXXV, 1930, diverse Seiten.
- Die Kämpfe an der belgischen Küste und um die belgischen Hafen im Herbst 1914. In: Marine-Rundschau, XLI, 1936, S. 105+106.